# Lucia di Lammermoor (film 1946)
Lucia di Lammermoor è un film del 1946 diretto da Piero Ballerini.
Vera e propria versione filmata dell'omonima opera lirica.